# 杨必
杨必（1922年5月—1968年3月4日），别名八必，筆名心一。生于上海，祖籍江蘇無錫。中国翻译家，复旦大学副教授。

## 生平
杨必1922年生在上海。不久随家搬到苏州，童年全在苏州度过。她是杨绛的八妹，父亲因她排行第八，而“必”是“八”的古音，所以命名为杨必：家里就称阿必。
杨必30年代在工部局女中就读，高中毕业入震旦女子文理学院，大学最后一年失怙。毕业留校任助教，兼任震旦附中英文教师。1952年院系大调整，由震旦大学调入复旦大学外文系，评为副教授。
楊必曾任傅雷之子傅聪的英文老师。在傅雷的鼓励和钱锺书的指导下开始翻译文学作品。翻譯作品有玛利亚·埃奇沃思《剥削世家》和威廉·梅克比斯·薩克萊《名利场》（译书的选择与书名的译法均是钱锺书帮忙定的）。
楊必曾在国际劳工局兼职（可能是1949年开始）。1968年在“清理阶级队伍运动”中，被要求交代国际劳工局的事。运动期间死亡，享年46岁，交法医解剖后鉴定死于急性心衰竭。:14楊必终身未婚。1979年，复旦大学外语系为杨必开了追悼会。